# Unione Sportiva Crotone 1978-1979
Questa pagina raccoglie le informazioni riguardanti l'Unione Sportiva Crotone nelle competizioni ufficiali della stagione 1978-1979.

## Rosa
| N. |                   | Ruolo | Calciatore             |
| -- | ----------------- | ----- | ---------------------- |
|    | Italia (bandiera) | D     | Giovanni Botti         |
|    | Italia (bandiera) | P     | Roberto Brustenga      |
|    | Italia (bandiera) | C     | Roberto Calzoni        |
|    | Italia (bandiera) | D     | Giorgio Cantelli       |
|    | Italia (bandiera) | A     | Fortunato Cappellaccio |
|    | Italia (bandiera) | P     | Fausto Caputo          |
|    | Italia (bandiera) | A     | Gilberto Cardinali     |
|    | Italia (bandiera) | P     | Ottone Cesareo         |
|    | Italia (bandiera) | D     | Matteo Colucci         |
|    | Italia (bandiera) | P     | Pietro De Paola        |
|    | Italia (bandiera) | D     | Walter Franchini       |
|    | Italia (bandiera) | A     | Roberto Ghidini        |
|    | Italia (bandiera) | A     | Aldo Gravante          |
|    | Italia (bandiera) |       | Labonia                |

| N. |                   | Ruolo | Calciatore            |
| -- | ----------------- | ----- | --------------------- |
|    | Italia (bandiera) | C     | Doriano Maino         |
|    | Italia (bandiera) | D     | Salvatore Mastromarco |
|    | Italia (bandiera) |       | Morelli               |
|    | Italia (bandiera) |       | Nudo                  |
|    | Italia (bandiera) | C     | Giuseppe Palazzese    |
|    | Italia (bandiera) |       | Palmieri              |
|    | Italia (bandiera) |       | Pecora                |
|    | Italia (bandiera) | D     | Flaviano Pesce        |
|    | Italia (bandiera) | C     | Claudio Piemonte      |
|    | Italia (bandiera) | A     | Raciti                |
|    | Italia (bandiera) |       | Rizza                 |
|    | Italia (bandiera) |       | Scaccianoce           |
|    | Italia (bandiera) | C     | Franco Scuteri        |
|    | Italia (bandiera) | A     | Alessandro Turini     |

## Risultati

### Campionato

#### Girone di andata
| 1º ottobre 1978 1ª giornata | Crotone | 2 – 1 | Messina |  |

| 8 ottobre 1978 2ª giornata | Ragusa | 2 – 0 | Crotone |  |

| 15 ottobre 1978 3ª giornata | Crotone | 5 – 1 | Sorrento |  |

| 22 ottobre 1978 4ª giornata | Cosenza | 0 – 0 | Crotone |  |

| 29 ottobre 1978 5ª giornata | Marsala | 4 – 0 | Crotone |  |

| 5 novembre 1978 6ª giornata | Crotone | 1 – 2 | Rende |  |

| 12 novembre 1978 7ª giornata | Potenza | 0 – 0 | Crotone |  |

| 19 novembre 1978 8ª giornata | Crotone | 1 – 2 | Vigor Lamezia |  |

| 26 novembre 1978 9ª giornata | Nuova Igea | 2 – 0 | Crotone |  |

| 3 dicembre 1978 10ª giornata | Crotone | 3 – 0 | Trapani |  |

| 10 dicembre 1978 11ª giornata | Savoia | 1 – 0 | Crotone |  |

| 17 dicembre 1978 12ª giornata | Crotone | 1 – 0 | Cassino |  |

| 30 dicembre 1978 13ª giornata | Casertana | 0 – 0 | Crotone |  |

| 7 gennaio 1979 14ª giornata | Crotone | 0 – 1 | Siracusa |  |

| 14 gennaio 1979 15ª giornata | Palmese | 1 – 1 | Crotone |  |

| 21 gennaio 1979 16ª giornata | Crotone | 1 – 1 | Vittoria |  |

| 28 gennaio 1979 17ª giornata | Alcamo | 3 – 0 | Crotone |  |

#### Girone di ritorno
| 4 febbraio 1979 18ª giornata | Messina | 2 – 0 | Crotone |  |

| 11 febbraio 1979 19ª giornata | Crotone | 2 – 0 | Ragusa |  |

| 18 febbraio 1979 20ª giornata | Sorrento | 2 – 0 | Crotone |  |

| 25 febbraio 1979 21ª giornata | Crotone | 2 – 2 | Cosenza |  |

| 4 marzo 1979 22ª giornata | Crotone | 2 – 0 | Marsala |  |

| 11 marzo 1979 23ª giornata | Rende | 3 – 0 | Crotone |  |

| 25 marzo 1979 24ª giornata | Crotone | 0 – 1 | Potenza |  |

| 1º aprile 1979 25ª giornata | Vigor Lamezia | 3 – 0 | Crotone |  |

| 8 aprile 1979 26ª giornata | Crotone | 2 – 0 | Nuova Igea |  |

| 22 aprile 1979 27ª giornata | Trapani | 3 – 1 | Crotone |  |

| 29 aprile 1979 28ª giornata | Crotone | 2 – 1 | Savoia |  |

| 6 maggio 1979 29ª giornata | Cassino | 3 – 1 | Crotone |  |

| 13 maggio 1979 30ª giornata | Crotone | 2 – 2 | Casertana |  |

| 20 maggio 1979 31ª giornata | Siracusa | 5 – 0 | Crotone |  |

| 27 maggio 1979 32ª giornata | Crotone | 0 – 0 | Palmese |  |

| 3 giugno 1979 33ª giornata | Vittoria | 4 – 1 | Crotone |  |

| 9 giugno 1979 34ª giornata | Crotone | 1 – 1 | Alcamo |  |